# Vasili Shakhnovich
Vasili Vasilyevich Shakhnovich (en bielorruso: Шахнович, Василий Васильевич; 12 de enero de 1922-13 de agosto de 1983, Moscú) fue un teniente general del Ejército Soviético y asesor militar en países africanos. Nació en el pueblo de Seryagi, distrito de Slutsk, óblast de Minsk, en una familia campesina.

## Biografía
En 1939 ingresó en la Escuela de Infantería Militar de Minsk que lleva el nombre de MI Kalinin, después de lo cual en junio de 1941 llegó a una unidad militar del Distrito Militar de Leningrado con el grado de teniente. Durante la Segunda Guerra Mundial participó en la defensa de Leningrado y la reconquista de los estados bálticos. Durante la guerra, fue ascendido de comandante de pelotón a comandante de batallón y sufrió cinco heridas. Después de la guerra se graduó en la Academia Militar M. V. Frunze y en la Academia de Estado Mayor M. V. K. E. Voroshilov.
Desde agosto de 1961 hasta noviembre de 1964 estuvo al mando de la 75.ª División de Fusileros Motorizados del 4º Ejército del Distrito Militar Transcaucásico, ubicado en Najicheván. Fue ascendido al rango de mayor general 22 de febrero de 1963.
Fue el representante del Ejército Soviético en los países africanos. En mayo de 1969, fue enviado a la República de Somalia como principal asesor militar y, al mismo tiempo, asesor del Comandante del Ejército Nacional Somalí Siad Barre. Por su ayuda en Somalia, recibió el título de Héroe Nacional de Somalia. En agosto de 1971 fue llamado a su patria.
Desde noviembre de 1971 hasta agosto de 1975, estuvo al mando del 7.º Ejército de la Guardia en la República Socialista Soviética de Armenia.